# TMN Song Meets Disco Style
《TMN Song Meets Disco Style》은 잔카를로 파스퀴니가 Dave Rodgers(데이브 로저스)라는 예명으로 1992년 9월 23일 발표한 앨범이다. 일본의 댄스 음악 그룹 TM Network의 곡들을 리메이크해서 수록했으며, 코무로 테츠야가 프로듀스하고 에이벡스가 발매했다.

## 트랙 목록
1. Wild Heaven
2. Come On Let's Dance
3. Self Control
4. Don't Let Me Cry
5. Get Wild
6. Resistance
7. Come On Everybody
8. Dive Into Your Body
9. Time To Count Down
10. Love Train

## 같이 보기
- 데이브 로저스
- 코무로 테츠야